# Origo
Origo é uma canção do cantor Joci Pápai. Ele irá representar a Hungria no Festival Eurovisão da Canção 2017.